# 六郷政芳
六郷 政芳（ろくごう まさよし）は、江戸時代後期の出羽国本荘藩の世嗣。官位は従五位下・兵庫頭。

## 生涯
寛政2年（1790年）、7代藩主・六郷政速の長男として誕生。
寛政10年（1798年）7月21日、父・政速の嫡子となる。家督を継ぐ前の文化7年（1810年）に廃嫡された。代わって、弟・政純が8代藩主に就任したが男子なく、その次の藩主には政芳の長男・政恒が就いている。
安政5年（1858年）1月16日、死去。享年69。